# Rally San Agustín de 1995
El Rally San Agustín de 1995, oficialmente 19.º Rallye San Agustín, fue la decimonovena edición y la séptima cita de la temporada 1995 del Campeonato de España de Rally. Se celebró del 6 al 9 de julio y contó con un itinerario de dieciséis tramos que sumaban un total de 162 km cronometrados.

## Itinerario
| Día   | Tramo | Nombre           | Distancia | Ganador                               | Líder       |
| ----- | ----- | ---------------- | --------- | ------------------------------------- | ----------- |
| Día 1 | TC1   | Cañedo           | 10.00 km  | Jesús Puras                           | Jesús Puras |
| Día 1 | TC2   | La Fallona       | 5.40 km   | Jesús Puras                           | Jesús Puras |
| Día 1 | TC3   | Troncedo         | 9.71 km   | Jesús Puras                           | Jesús Puras |
| Día 1 | TC4   | Artedo           | 10.64 km  | Jesús Puras Oriol Gómez Borja Moratal | Jesús Puras |
| Día 1 | TC5   | Cañedo           | 10.00 km  | Jesús Puras                           | Jesús Puras |
| Día 1 | TC6   | La Fallona       | 5.40 km   | Jesús Puras                           | Jesús Puras |
| Día 1 | TC7   | Troncedo         | 9.71 km   | Oriol Gómez                           | Jesús Puras |
| Día 1 | TC8   | Artedo           | 10.64 km  | Oriol Gómez                           | Jesús Puras |
| Día 1 | TC9   | Quinzanas        | 11.85 km  | Jesús Puras Oriol Gómez               | Jesús Puras |
| Día 1 | TC10  | San Pedro-Vigaña | 11.99 km  | Oriol Gómez                           | Jesús Puras |
| Día 1 | TC11  | Santoseso        | 12.73 km  | Oriol Gómez                           | Jesús Puras |
| Día 1 | TC12  | La Laguna        | 8.85 km   | Jesús Puras Oriol Gómez               | Jesús Puras |
| Día 1 | TC13  | Quinzanas        | 11.85 km  | Jesús Puras                           | Jesús Puras |
| Día 1 | TC14  | San Pedro-Vigaña | 11.99 km  | Jesús Puras Oriol Gómez               | Jesús Puras |
| Día 1 | TC15  | Santoseso        | 12.73 km  | Jesús Puras                           | Jesús Puras |
| Día 1 | TC16  | La Laguna        | 8.85 km   | Oriol Gómez                           | Jesús Puras |

## Clasificación final
| Pos. | Piloto              | Copiloto            | Automóvil               | Tiempo  | Diferencia |
| ---- | ------------------- | ------------------- | ----------------------- | ------- | ---------- |
| 1.   | Jesús Puras         | Carlos del Barrio   | Citroën ZX 16V          | 1:47:12 | 0.0        |
| 2.   | Oriol Gómez         | Marc Martí          | Renault Clio Williams   | 1:47:33 | +0:21      |
| 3.   | Daniel Alonso       | Salvador Belzunces  | Ford Escort RS Cosworth | 1:53:48 | +6:36      |
| 4.   | Sergio Vallejo      | Diego Vallejo       | Peugeot 106 Rallye      | 1:54:48 | +7:36      |
| 5.   | Javier Azcona       | Inma Vittorini      | Renault Clio Williams   | 1:57:30 | +10:18     |
| 6.   | Miguel Ángel Fuster | José Vicente Medina | Peugeot 106 Rallye      | 2:00:15 | +13:03     |
| 7.   | Santi Concepción    | Nuria Aragón        | Peugeot 106 Rallye      | 2:01:11 | +13:59     |
| 8.   | Ruperto Reguera     | Alberto Iglesias    | Renault Clio Williams   | 2:02:23 | +15:11     |
| 9.   | Laurent Galiay      | Thierry Galiay      | Renault Clio Williams   | 2:02:55 | +15:43     |
| 10.  | Félix Álvarez       | Fernando Neira      | Renault Clio Williams   | 2:03:07 | +15:55     |